# Hamburg Open 2025
L'Hamburg Open 2025, chiamato anche MSC Hamburg Ladies Open per l'edizione femminile, è un torneo di tennis che si gioca sulla terra rossa. È la 119ª edizione dell'evento, facente parte dell'ATP Tour 500 nell'ambito dell'ATP Tour 2025 e la 23ª edizione del torneo femminile, WTA Tour 250, nell'ambito del WTA Tour 2025. Entrambi i tornei si giocano all'Am Rothenbaum di Amburgo, in Germania, il maschile dal 18 al 24 maggio, il femminile dal 14 al 20 luglio.

## Partecipanti al singolare ATP
| Nazione     | Giocatore                   | Ranking* | Testa di serie |
| ----------- | --------------------------- | -------- | -------------- |
| Germania    | Alexander Zverev            | 2        | 1              |
| Stati Uniti | Frances Tiafoe              | 16       | 2              |
|             | Andrej Rublëv               | 17       | 3              |
| Argentina   | Francisco Cerúndolo         | 18       | 4              |
| Spagna      | Alejandro Davidovich Fokina | 21       | 5              |
| Canada      | Félix Auger-Aliassime       | 26       | 6              |
| Stati Uniti | Brandon Nakashima           | 27       | 7              |
| Argentina   | Sebastián Báez              | 33       | 8              |

* Ranking al 5 maggio 2025.

### Altri partecipanti
I seguenti giocatori hanno ottenuto una wildcard per il tabellone principale:
- Diego Dedura
- Justin Engel
- Jan-Lennard Struff
- Alexander Zverev

I seguenti giocatori sono passati dalle qualificazioni:

- Raphaël Collignon
- Borna Gojo
- Aleksandar Kovacevic
- Elias Ymer

Il seguente giocatore è entrato in tabellone come lucky loser:
- Vitaliy Sachko

### Ritiri
- Ugo Humbert → sostituito da  Tomás Martín Etcheverry
- Sebastian Korda → sostituito da  Camilo Ugo Carabelli
- Jakub Menšík → sostituito da  Lucky loser
- Lorenzo Musetti → sostituito da  Francisco Comesaña
- Tommy Paul → sostituito da  Bu Yunchaokete
- Holger Rune → sostituito da  Daniel Altmaier
- Jannik Sinner → sostituito da  Damir Džumhur
- Stefanos Tsitsipas → sostituito da  Roberto Bautista Agut

## Partecipanti al doppio ATP

### Teste di serie
| Nazione   | Giocatore        | Nazione       | Giocatore        | Ranking* | Testa di serie |
| --------- | ---------------- | ------------- | ---------------- | -------- | -------------- |
| Finlandia | Harri Heliövaara | Regno Unito   | Henry Patten     | 7        | 1              |
| Germania  | Kevin Krawietz   | Germania      | Tim Pütz         | 11       | 2              |
| Italia    | Simone Bolelli   | Italia        | Andrea Vavassori | 19       | 3              |
| Croazia   | Nikola Mektić    | Nuova Zelanda | Michael Venus    | 29       | 4              |

* Ranking al 5 maggio 2025.

### Altri partecipanti
Le seguenti coppie di giocatori hanno ottenuto una wildcard per il tabellone principale:
- Justin Engel /  Max Hans Rehberg
- Andreas Mies /  Patrick Zahraj

La seguente coppia di giocatori è entrata in tabellone passando dalle qualificazioni:
- Sander Arends /  Luke Johnson

## Partecipanti al singolare WTA

### Teste di serie
| Nazionalità | Giocatrice             | Ranking* | Testa di serie |
| ----------- | ---------------------- | -------- | -------------- |
|             | Ekaterina Aleksandrova | 17       | 1              |
| Ucraina     | Dajana Jastrems'ka     | 42       | 2              |
| Germania    | Tatjana Maria          | 45       | 3              |
| Germania    | Eva Lys                | 61       | 4              |
| Francia     | Loïs Boisson           | 66       | 5              |
| Giappone    | Moyuka Uchijima        | 72       | 6              |
| Ungheria    | Anna Bondár            | 75       | 7              |
| Egitto      | Mayar Sherif           | 86       | 8              |

* Ranking al 30 giugno 2025.

### Altre partecipanti
Le seguenti giocatrici hanno ricevuto una wild card per il tabellone principale:
- Ekaterina Aleksandrova
- Loïs Boisson
- Noma Noha Akugue
- Nastasja Schunk

Le seguenti giocatrici sono entrate in tabellone utilizzando il ranking protetto:
- Berfu Cengiz
- Kaja Juvan

Le seguenti giocatrici sono passate dalle qualificazioni:

- Ariana Geerlings
- Aleksandra Krunić
- Valentina Steiner
- Marija Timofeeva
- Eva Vedder
- Caroline Werner

Le seguenti giocatrici sono entrate in tabellone come lucky loser:
- Nicole Fossa Huergo
- Sada Nahimana

### Ritiri
Prima del torneo
- Jéssica Bouzas Maneiro → sostituita da  Astra Sharma
- Cristina Bucșa → sostituita da  Berfu Cengiz
- Elsa Jacquemot → sostituita da  Sada Nahimana
- Polina Kudermetova → sostituita da  Julia Grabher
- Eva Lys → sostituita da  Nicole Fossa Huergo
- Rebeka Masarova → sostituita da  Jule Niemeier
- Julija Putinceva → sostituita da  Daria Saville
- Antonia Ružić → sostituita da  Sinja Kraus
- Ella Seidel → sostituita da  Louisa Chirico
- Laura Siegemund → sostituita da  Tamara Korpatsch
- Wang Xinyu → sostituita da  Raluca Șerban

## Partecipanti al doppio WTA

### Teste di serie
| Nazione    | Giocatrice       | Nazione     | Giocatrice      | Rank* | Seed |
| ---------- | ---------------- | ----------- | --------------- | ----- | ---- |
| Ucraina    | Nadiia Kičenok   | Giappone    | Makoto Ninomiya | 111   | 1    |
| Rep. Ceca  | Jesika Malečková | Rep. Ceca   | Miriam Škoch    | 185   | 2    |
| Giappone   | Moyuka Uchijima  | Cina        | Zheng Saisai    | 191   | 3    |
| Kazakistan | Jibek Kulambaeva | Regno Unito | Maia Lumsden    | 195   | 4    |

* Ranking al 30 giugno 2025.

### Altre partecipanti
Le seguenti coppie di giocatrici hanno ricevuto una wild card per il tabellone principale:
- Tessa Johanna Brockmann /  Sonja Zhenikhova
- Noma Noha Akugue /  Nastasja Schunk

## Punti
| Evento              | V   | F   | SF  | QF  | 2T   | 1T | Q    | Q2   | Q1   |
| Singolare maschile  | 500 | 330 | 200 | 100 | 50   | 0  | 25   | 13   | 0    |
| Doppio maschile     | 500 | 300 | 180 | 90  | N.D. | 0  | 45   | 25   | 0    |
| Singolare femminile | 250 | 163 | 98  | 54  | 30   | 1  | 18   | 12   | 1    |
| Doppio femminile    | 250 | 163 | 98  | 54  | N.D. | 1  | N.D. | N.D. | N.D. |

## Montepremi
| Evento              | V | F | SF | QF | 2T   | 1T   | Q2   | Q1   |
| Singolare maschile  | € | € | €  | €  | €    | €    | €    | €    |
| Doppio maschile*    | € | € | €  | €  | N.D. | €    | N.D. | N.D. |
| Singolare femminile | € | € | €  | €  | €    | €    | N.D. | €    |
| Doppio femminile*   | € | € | €  | €  | N.D. | N.D. | N.D. | N.D. |

*per team

## Campioni

### Singolare maschile
Flavio Cobolli ha sconfitto in finale  Andrej Rublëv con il punteggio di 6-2, 6-4.
• È il secondo titolo in carriera per Cobolli, il secondo in stagione.

### Singolare femminile
Loïs Boisson ha sconfitto in finale  Anna Bondár con il punteggio di 7-5, 6-3.

### Doppio maschile
Simone Bolelli /  Andrea Vavassori hanno sconfitto in finale  Andrés Molteni /  Fernando Romboli con il punteggio di 6-4, 6-0.

### Doppio femminile
Nadiia Kičenok /  Makoto Ninomiya hanno sconfitto in finale  Anna Bondár /  Arantxa Rus con il punteggio di 6-4, 3-6, [11-9].